# Txalaka
Txalaka es el nombre de una variedad cultivar de manzano (Malus domestica) Está cultivada en la colección del Banco de Germoplasma del manzano de la Universidad Pública de Navarra con el N.º BGM263 los ejemplares procedentes de esquejes localizados en Guipúzcoa.

## Sinónimos
- "Manzana Chalaca",
- "Manzana Txalaka",[9]
- "Txalaka Sagarra ",[10][11][12][13][14][4]

## Características
Según Laffitte, la famosa 'Calvulle blanca' podría ser descendiente de la 'Txalaka'. Su nombre puede provenir del caserío Txalaka de Astigarraga.
El manzano de la variedad 'Txalaka' suele tratarse de árbol fuerte, aunque eso lo determina, sobre todo, el injerto que se haya realizado. El árbol tiene tamaño medio y porte erecto, con hábitos de fructificación en ramos largos; ramos con pubescencia débil; presencia de lenticelas muy escasas; grosor de los ramos grueso; longitud de los entrenudos media.
Época de floración muy tardía, con una duración de la floración media. Incompatibilidad de alelos S2 S9 S10.
Las hojas tienen una longitud del limbo de tamaño medio, con color verde oscuro, pubescencia presente, con la superficie poco brillante; forma del limbo es biojival, forma del ápice apicular, forma de los dientes ondulados, y la forma de la base del limbo redondeado. Plegamiento del limbo con porte horizontal; estípulas filiformes; longitud del pecíolo largo.
La variedad de manzana 'Txalaka' tiene un fruto de tamaño medio o grande, de forma globoso aplastada irregular con protuberancias; piel delgada, dura y bastante áspera, con color de fondo verde amarillento, con multitud de lenticelas grises, pardea algo en la base, con sobre color de importancia ausente, y una sensibilidad al "russeting" (pardeamiento áspero superficial que presentan algunas variedades) débil; con una elevación del pedúnculo que sobresale poco, grosor de pedúnculo fino, longitud del pedúnculo largo, anchura de la cavidad peduncular es media, profundidad cavidad peduncular grande, importancia del "russeting" en cavidad peduncular medio; profundidad de la cavidad calicina es pequeña, anchura de la cavidad calicina es media, importancia del "russeting" en cavidad calicina es débil; apertura de los lóbulos carpelares están parcialmente abiertos; apertura del ojo abierto; color de la carne crema y algo áspera, sabor ácido-amargo; acidez media, azúcar muy bajo, y firmeza de la carne dura crujiente.
Época de maduración y recolección muy tardía en octubre; la más apreciada para la elaboración de sidra, de mucho zumo y poco aroma, y muy buena también para postre.

## Susceptibilidades
- Oidio: ataque medio
- Moteado: ataque medio
- Fuego bacteriano: ataque débil
- Carpocapsa: no presenta
- Pulgón verde: ataque medio
- Araña roja: ataque débil[6][2]